# Myrionema amboinense
Myrionema amboinense är en nässeldjursart som beskrevs av Francois Jules Pictet de la Rive 1893. Myrionema amboinense ingår i släktet Myrionema och familjen Eudendriidae. Inga underarter finns listade i Catalogue of Life.